# Elly Christiansson
Elly Alfhild Matilda Christiansson, född 17 maj 1916 i Kristiansund i Norge, död 24 november 2004 i Maria Magdalena församling i Stockholm, var en norsk-svensk skådespelerska.
Christiansson filmdebuterade 1940 i Stora famnen och kom att medverka i ytterligare tretton filmer. Hon är begravd på Uppsala gamla kyrkogård.

## Filmografi
- 1940 – Stora famnen
- 1940 – Blyge Anton
- 1940 – En sjöman till häst
- 1941 – Ung dam med tur
- 1941 – Spökreportern
- 1941 – Så tuktas en äkta man
- 1941 – Den ljusnande framtid
- 1943 – Kvinnor i fångenskap
- 1943 – En melodi om våren
- 1943 – I dag gifter sig min man
- 1944 – På farliga vägar
- 1944 – Räkna de lyckliga stunderna blott
- 1945 – Hans Majestät får vänta
- 1956 – Egen ingång